# Estadio Municipal de Riazor
Estadio Municipal de Riazor, właśc. Estadio Abanca Riazor – stadion piłkarski położony w La Coruñi, Hiszpania. Na stadionie tym swoje mecze rozgrywają drużyny Deportivo La Coruña, reprezentacja Galicji i reprezentacja Hiszpanii. Arena Mistrzostw Świata 1982. Po przebudowach obiektu w latach: 1982, 1995–1998, jego pojemność wynosi 34 711 widzów.

## Historia
Chociaż stadion był gospodarzem domowych meczów Deportivo od momentu powstania w 1906 roku, dopiero w 1944 roku zainstalowano niezbędne udogodnienia, takie jak trybuny i szatnie. Początkowy rozmiar boiska wynosił 105x74 metrów, w porównaniu do obecnego 105x68. W tym roku stadion został oficjalnie przyjęty jako boisko Deportivo. Mecz otwarcia odbył się z Valencia CF 28 października 1944 roku, kiedy Depor przegrał 2:3.
Stadion został wyremontowany na czas, aby gościć trzy mecze podczas finałów Mistrzostw Świata 1982. Na stadionie Riazor odbył się finał Copa del Rey pomiędzy Realem Madryt i Espanyolem w 1947 roku, w którym drużyna z Madrytu zdobyła swój dziewiąty tytuł pucharowy.
29 czerwca 2017 roku stadion został przemianowany na Estadio Abanca Riazor po podpisaniu umowy sponsorskiej pomiędzy firmą Abanca i Deportivo La Coruña do 2025 roku. W 2022, przy okazji wstępnego wyboru stadionu jako miejsca dla hiszpańskiej kandydatury do Mistrzostw Świata 2030, Rada Miejska przedstawiła propozycję renowacji stadionu, który miałby pomieścić 45 000 widzów.

## Mistrzostwa Świata w Piłce Nożnej 1982
Obiekt ten był również areną Mistrzostw Świata w piłce nożnej w 1982. Odbyły się na nim 3 mecze Grupy A. Na Estadio Municipal de Riazor dwa swoje mecze rozegrali również Polacy, późniejsi brązowi medaliści.
| Peru | 0:0 | Kamerun | Mundial 1982 15 czerwca 1982 Sędzia: Franz Wöhrer (Austria) Widzów: 11 000 |

| Polska | 0:0 | Kamerun | Mundial 1982 19 czerwca 1982 Sędzia: Alexis Ponnet (Belgia) Widzów: 19 000 |

| Polska       | 5:1 (0:0) | Peru        | Mundial 1982 22 czerwca 1982 Sędzia: Mario Rubio Vázquez (Meksyk) Widzów: 25 000 |
| Smolarek 55' |           | La Rosa 83' |                                                                                  |
| Lato 58'     |           |             |                                                                                  |
| Boniek 61'   |           |             |                                                                                  |
| Buncol 68'   |           |             |                                                                                  |
| Ciołek 76'   |           |             |                                                                                  |